# Umberto Pilla
Umberto Pilla (Jesolo, 23 gennaio 1993) è un rugbista a 15 italiano, già militante nel ruolo di terza linea ala nel San Donà e rappresentante, a livello internazionale, la Germania dal 2014.

## Biografia
Figlio di Vittorio Pilla, già giocatore negli anni ottanta del XX secolo, Umberto crebbe rugbisticamente nel vivaio del San Donà.
Impostosi in prima squadra, nella quale milita dal 2011-12, anno della promozione in Eccellenza, Pilla è di origine parzialmente tedesca, essendo la sua nonna materna proveniente dalla Germania; alla fine del 2013 si propose quindi alla Federazione rugbistica tedesca la quale nel 2014 lo convocò e, reputandolo idoneo, lo fece esordire il 10 maggio in Nazionale in occasione di un incontro di qualificazione alla Coppa del Mondo 2015 contro i Paesi Bassi ad Amsterdam, vinto 17-7.
Dal 2015 vive e gioca a Londra, dove si è trasferito per studiare.